# گردنه آک-بئیت
گردنه آک-بئیت (به لاتین: Ak-Beyit Pass) یک گردنه در قرقیزستان است که در استان نارین واقع شده‌است. گردنه آک-بئیت ۳٬۲۸۶ متر بالاتر از سطح دریا واقع شده‌است.